# Монастырь Святой Параскевы (Загреб)
Монастырь Святой Параскевы (Петки) Сербской (серб. Манастир Света Петка) — женский (исторически) монастырь Сербской православной церкви в Загребе, столице Хорватии.

## История
Женский монастырь Святой Пятницы основал митрополит Загребский Досифей (Васич) в 1936 году.
После провозглашения в апреле 1941 года Независимого государства Хорватия в монастыре было дозволено остаться только русским монахиням, которые приняли в монастырь семь сербских девочек, присланных из детского концлагеря.
После установление коммунистического режима в мае 1945 года монастырь был разграблен и в нём разместили стрелковый полигон милиции. 
В 1955 году он был возвращён Сербской православной церкви, однако спустя три года был принят закон о национализации, и процесс возвращения монастыря затянулся на несколько лет. Югославские власти оспаривали факт, что когда-то это был монастырь, и ссылались на якобы имевшую место потерю архива.
В 1968 году началось восстановление зданий монастыря, в котором участвовали немногочисленные выжившие члены русской диаспоры
С начала XXI века монастырь, который примыкает к комплексу новопостроенной сербской гимназии, имеет небольшое число насельников (монахов) во главе с протосинкеллом Вениамином Ковачичем (с конца 2014 года).